# Tuolumne Meadows Visitor Center
Le Tuolumne Meadows Visitor Center est un office de tourisme américain dans le comté de Tuolumne, en Californie. Situé face aux Tuolumne Meadows au sein du parc national de Yosemite, il est géré par le National Park Service.
Le bâtiment qui l'abrite fait partie d'un ensemble architectural construit par le Civilian Conservation Corps dans le style rustique du National Park Service en 1934. Il fait alors fonction de mess au sein de ce complexe qui sert de camp de base au personnel chargé de l'entretien de la Tioga Road, le Road Crew Camp. C'est conséquemment sous le nom de « Mess Hall and Kitchen building » qu'il figure dans la documentation qui permet l'inscription dudit complexe sous le nom de « Tuolumne Meadows » au Registre national des lieux historiques le 30 novembre 1978. Il n'est converti en office de tourisme qu'en 1980.